# نانسي ميتز وايت
نانسي ميتز وايت (بالإنجليزية: Nancy Metz White)‏ هي نحّاتة وفنانة أمريكية، ولدت في 1934، وتوفيت في 10 ديسمبر 2018 في منيابولس في الولايات المتحدة.